# Flockpunkt
Der Flockpunkt ist die Temperatur in °C für Kältemaschinenöl, bei der sich aus einem Gemisch von 9 % Öl und 91 % Kältemittel (Massenanteil) die ersten Flocken Paraffin ausscheiden (Messmethode nach DIN 51351: Prüfung von Schmierstoffen; Bestimmung des Flockpunktes von Kältemaschinenölen). Zudem gibt er dem Anwender einen Hinweis, bei welcher Temperatur es im Verdampfer oder Drosselorgan zu Schwierigkeiten wegen Paraffinausscheidungen kommen kann.